# オウレン属
オウレン属（オウレンぞく、学名：Coptis 、和名漢字表記：黄連属）はキンポウゲ科の属の一つ。

## 特徴
ふつう常緑の多年草で、発達した根茎がある。根茎から根出葉が出て、3出複葉、羽状3出複葉または鳥足状複葉になり、葉質は硬い。茎につく葉は退化した苞状になるか、または無い。
花茎が立ち、その先に1個または数個の花を総状につける。花は、早春、雪解け頃に、山岳では残雪のすき間に開花する。花弁にみえるものは萼片で、5-6枚あり、白色から淡黄緑色。花弁は蜜を分泌し、萼片より短く小さい。雄蕊は多数あり、雌蕊は数個から十数個あり輪生する。果実は輪生する袋果となり、中に数個の種子をもつ。
北半球に約15種が知られ、日本では8種が分布する。

## 種

### 日本に分布する種
- オウレン（広義） Coptis japonica (Thunb.) Makino
  - キクバオウレン Coptis japonica (Thunb.) Makino var. anemonifolia (Siebold et Zucc.) H.Ohba
    - （シノニム -Coptis japonica (Thunb.) Makino var. japonica auct. non Makino）

  - セリバオウレン Coptis japonica (Thunb.) Makino var. major (Miq.) Satake 
    - （シノニム -Coptis japonica (Thunb.) Makino var. dissecta (Yatabe) Nakai ex Satake）

  - コセリバオウレン Coptis japonica (Thunb.) Makino var. japonica
    - （シノニム -Coptis japonica (Thunb.) Makino var. major (Miq.) Satake）
- キタヤマオウレン Coptis kitayamensis Kadota
- ウスギオウレン Coptis lutescens Tamura
- ヒュウガオウレン Coptis minamitaniana Kadota
- バイカオウレン Coptis quinquefolia Miq.
  - シコクバイカオウレン Coptis quinquefolia Miq. var. shikokumontana Kadota
- オオゴカヨウオウレン Coptis ramosa (Makino) Tamura
- ミツバオウレン Coptis trifolia (L.) Salisb.
- ミツバノバイカオウレン Coptis trifoliolata (Makino) Makino

### その他の種
- Coptis aspleniifolia
- トウオウレン Coptis chinensis Franch.
- Coptis deltoidea
- Coptis groenlandica
- Coptis laciniata
- ミンゲツオウレン Coptis morii Hayata
- Coptis occidentalis
- Coptis omeiensis
- Coptis quinquesecta
- Coptis teeta

## ギャラリー

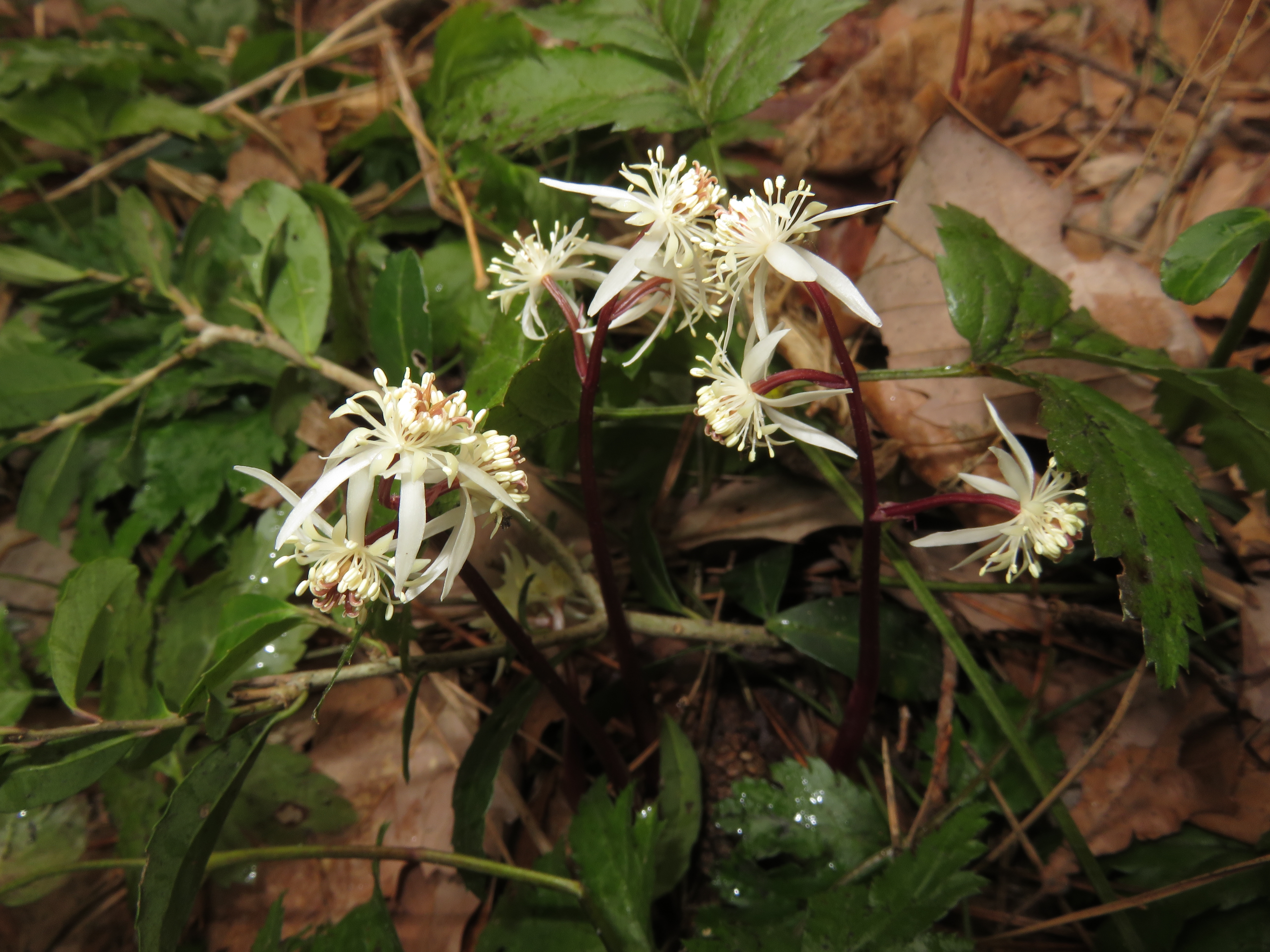
オウレン（キクバオウレン、両性花）
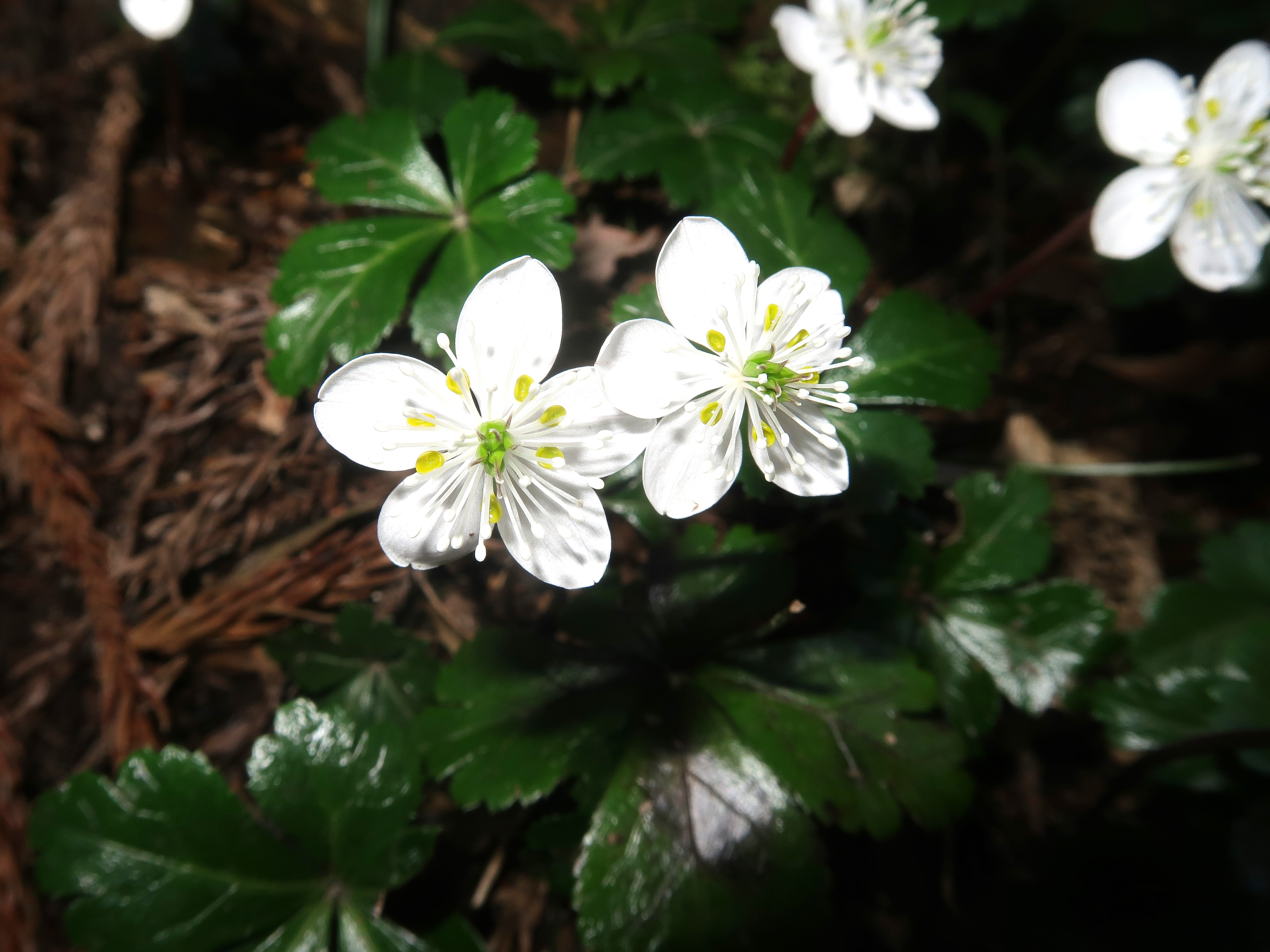
キタヤマオウレン
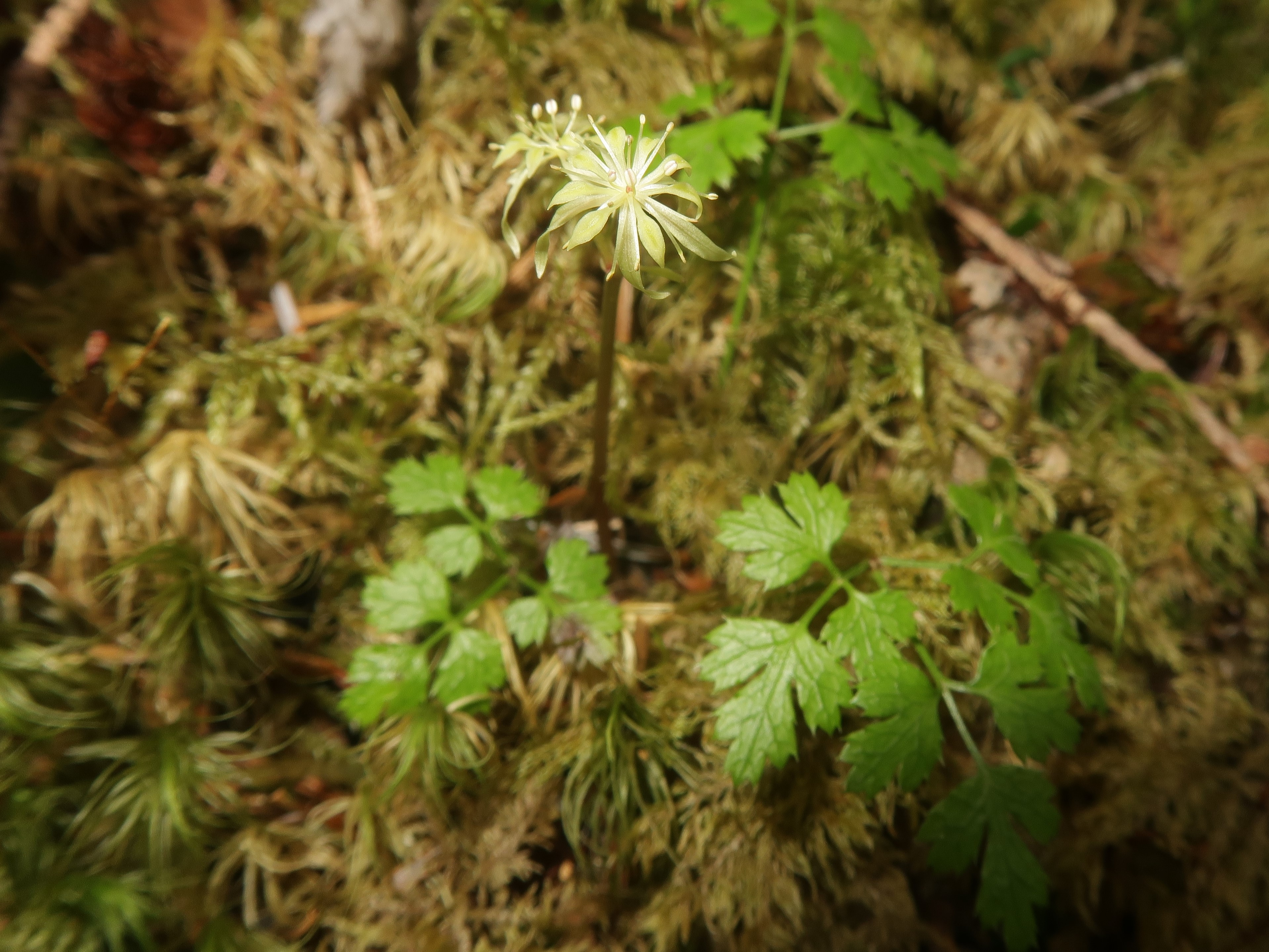
ウスギオウレン
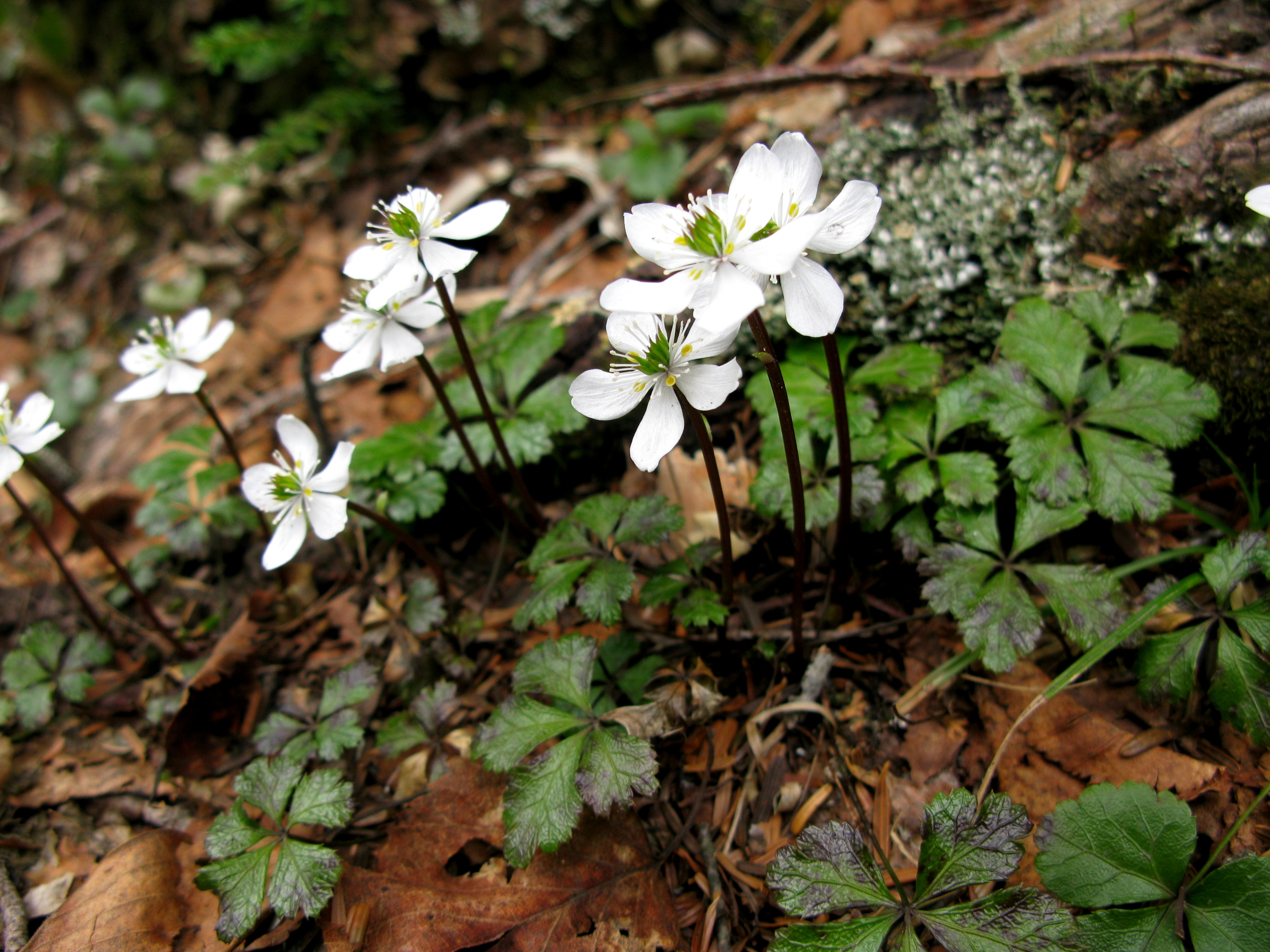
バイカオウレン
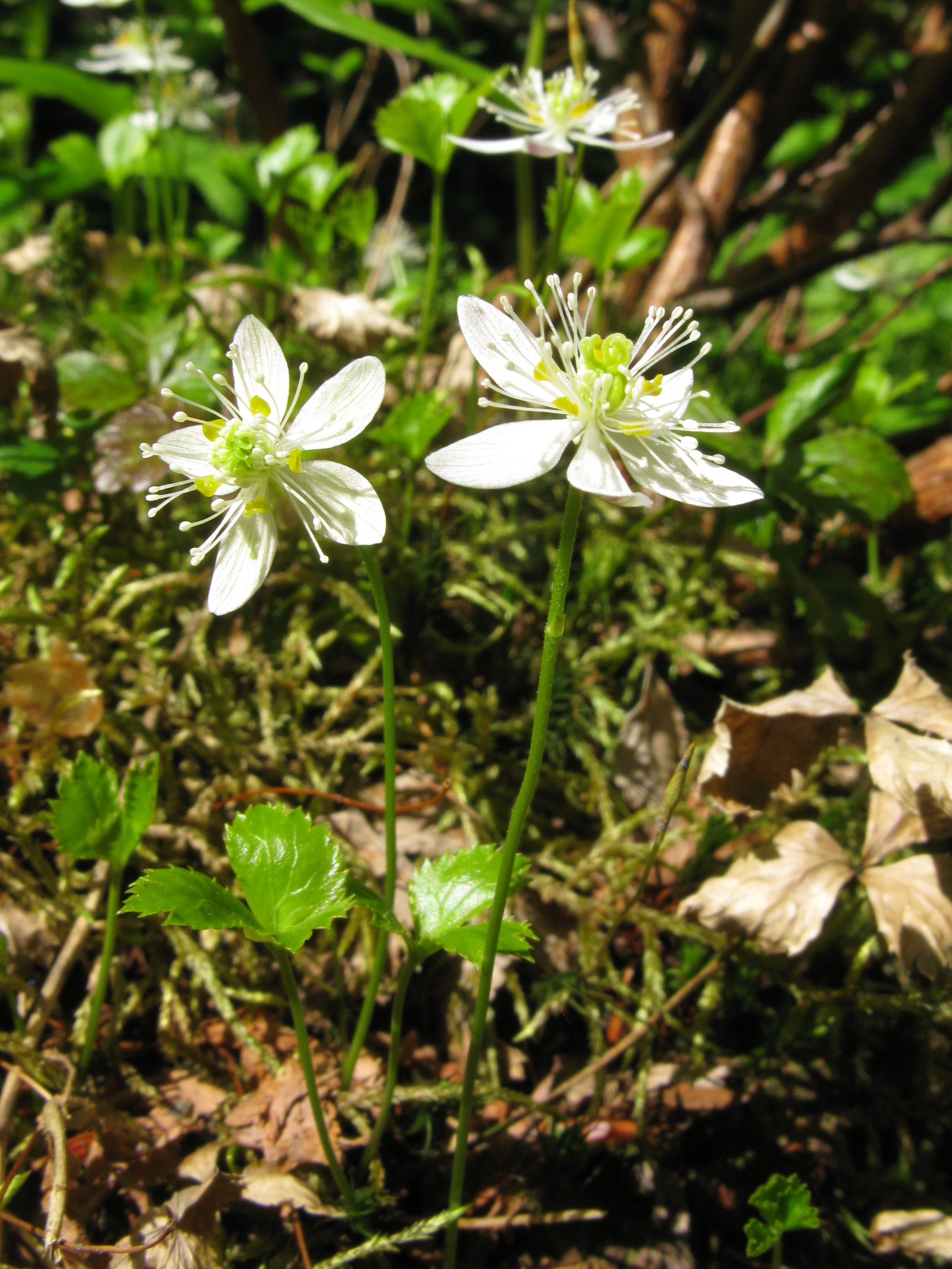
ミツバオウレン
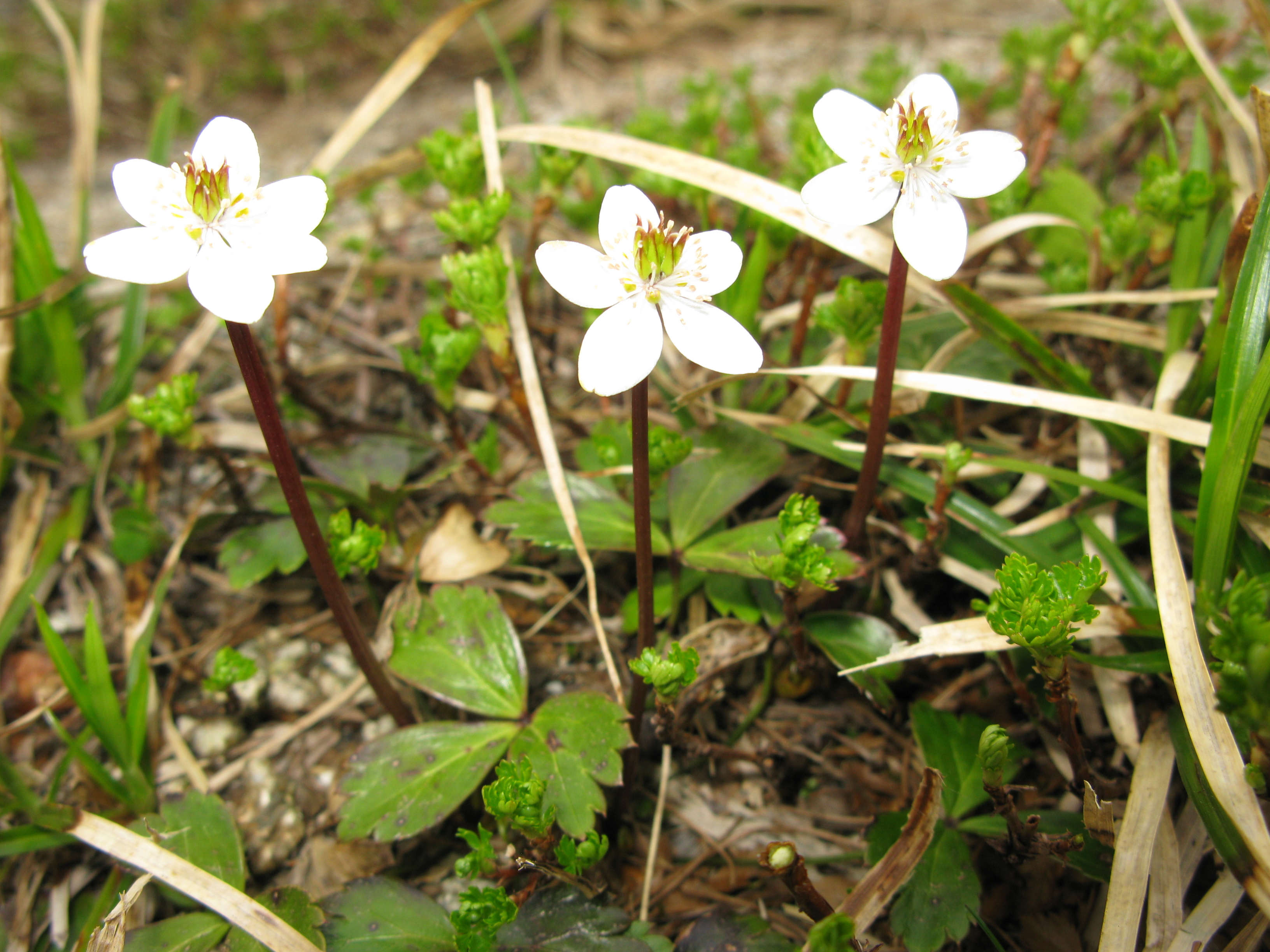
ミツバノバイカオウレン

## 利用
オウレン属の根茎にはアルカロイドのベルベリン（berberine）が多く含まれる種がある。根茎は黄色く黄連（オウレン）という生薬であり、胃腸薬として用いられ、それらは栽培もされている。